# Kallithéa (ort i Grekland, Västra Grekland, Nomós Ileías)
Kallithéa är en ort i Grekland.   Den ligger i prefekturen Nomós Ileías och regionen Västra Grekland, i den södra delen av landet, 170 km väster om huvudstaden Aten. Kallithéa ligger 535 meter över havet och antalet invånare är 949.
Terrängen runt Kallithéa är lite bergig. Runt Kallithéa är det ganska glesbefolkat, med 28 invånare per kvadratkilometer. Närmaste större samhälle är Zacháro, 16,4 km sydväst om Kallithéa. 